# Lâu đài Považský
Lâu đài Považský (tiếng Slovakia: Považský hrad) là tàn tích của một lâu đài tọa lạc trên một ngọn đồi dốc ở hữu ngạn sông Váh, thuộc địa phận thành phố Považská Bystrica, vùng Trenčín, Slovakia.

## Lịch sử
Lâu đài Považský từng là tài sản của hoàng gia. Các tài liệu chính xác về thời gian thành lập lâu đài không được bảo tồn. Theo một số văn bản, lâu đài có khả năng được xây dựng vào năm 1128 với chức năng bảo vệ tuyến đường Považská quan trọng. Năm 1458, Vua Mátyás Corvin ban tặng lâu đài cho gia đình quý tộc Podmanick. Các chủ sở hữu mới này đã trùng tu tất cả các tòa nhà và mở rộng lâu đài. Một trận hỏa hoạn lớn xảy ra vào năm 1543 đã khiến nhiều tòa nhà riêng lẻ bên trong lâu đài bị hư hại nghiêm trọng. Trong quá trình sửa chữa, họ thay đổi một số yếu tố kiến trúc và xây thêm một pháo đài bên trong lâu đài. Gia đình Podmanick sở hữu lâu đài chẵn 100 năm, cụ thể là đến năm 1558.
Chủ sở hữu tiếp theo của lâu đài là gia đình Balassov. Gia đình này đã xây dựng lại cung điện và sửa chữa các tòa nhà hiện hữu bên trong lâu đài, nhưng đến năm 1631 họ vẫn rời lâu đài để chuyển đến sống ở một trang viên mới, tiện nghi hơn. Năm 1684, lâu đài bị quân đội của Hoàng đế Leopold I bao vây vì lâu đài đã bị quân của Hoàng tử xứ Transylvania Tököli chiếm đóng không lâu trước đó. Lo sợ rằng lâu đài sẽ có thể trở thành nơi đóng quân của quân nổi dậy, hoàng đế đã cho phá hủy lâu đài vào năm 1698.

## Hình ảnh

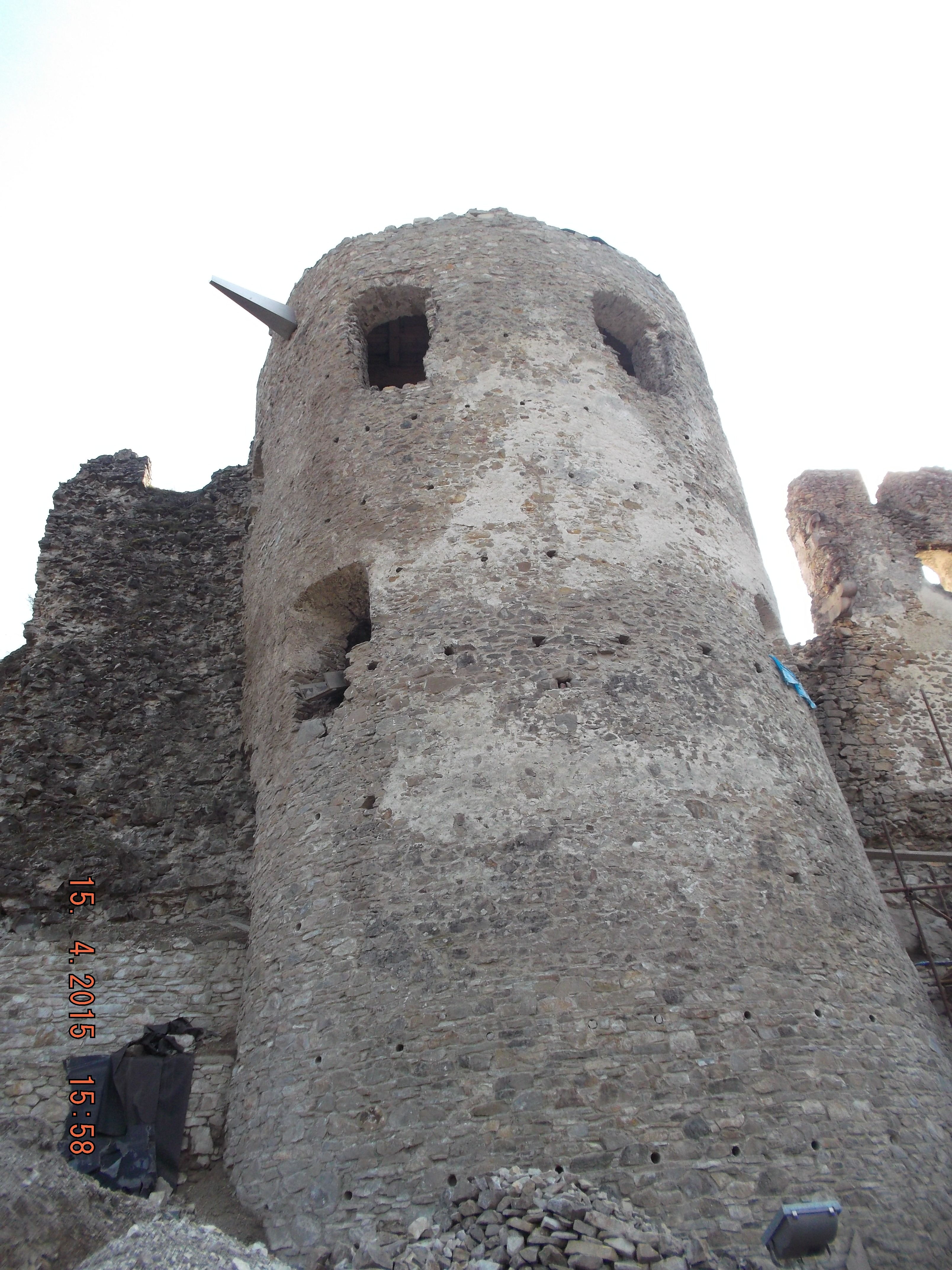
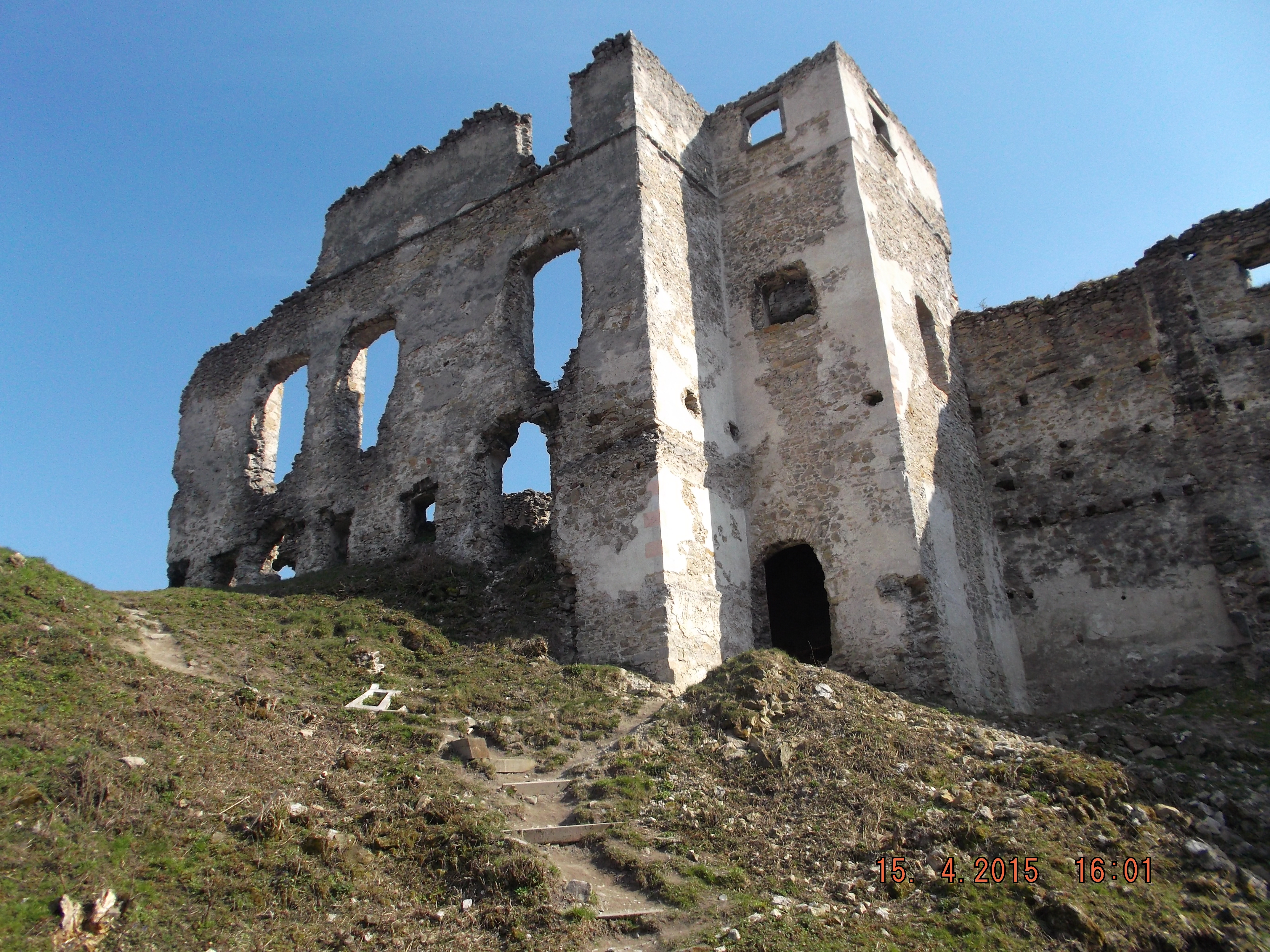
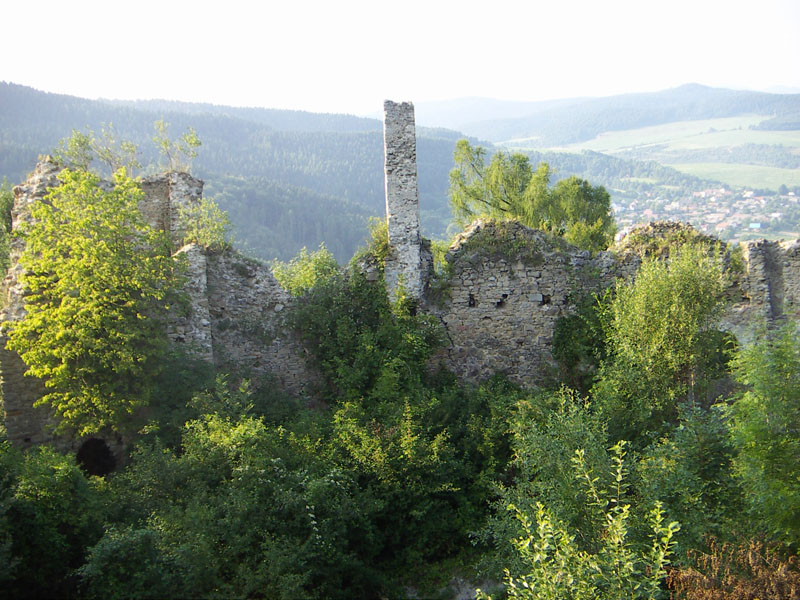